# Capitulatinoe cupisetis
Capitulatinoe cupisetis är en ringmaskart som beskrevs av Sylvanus Charles Thorp Hanley och Burke 1989. Capitulatinoe cupisetis ingår i släktet Capitulatinoe och familjen Polynoidae. Inga underarter finns listade i Catalogue of Life.